# Blutzeuge (Nationalsozialismus)
Der Begriff Blutzeuge wurde von der NS-Propaganda verwendet. Das Ziel war es, einen Heldenkult bezüglich zu Tode gekommener Nationalsozialisten zu erzeugen, die im Zusammenhang mit den Bestrebungen der NSDAP zur Machtergreifung und Machterhaltung getötet worden waren.

## Wortherkunft
Der Begriff ist eine Eindeutschung des aus dem Griechischen entlehnten Wortes „Märtyrer“ (griech. „Zeuge“). Als Märtyrer werden im Christentum seit dem 2. Jahrhundert Menschen bezeichnet, die wegen ihres christlichen Glaubenszeugnisses – oftmals im Konflikt mit einer religiös intoleranten Umwelt – verfolgt und getötet wurden. In dieser christlich-theologischen Bedeutung wird das Wort „Blutzeuge“ im deutschen Sprachraum bis heute verwendet, wenngleich das ältere Lehnwort „Märtyrer“ gebräuchlicher ist. Im nationalsozialistischen Sprachgebrauch war „Blutzeuge“ ein Propagandabegriff, der die so Bezeichneten metonymisch in die Position von Märtyrern rücken sollte.

## Der NS-Kult um die „Blutzeugen“

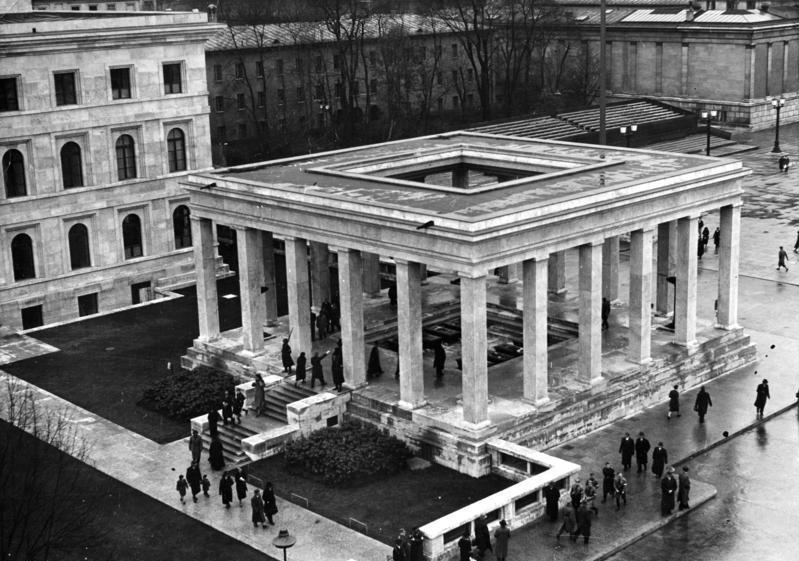
Einer der beiden Ehrentempel auf dem Königsplatz im Jahr 1936

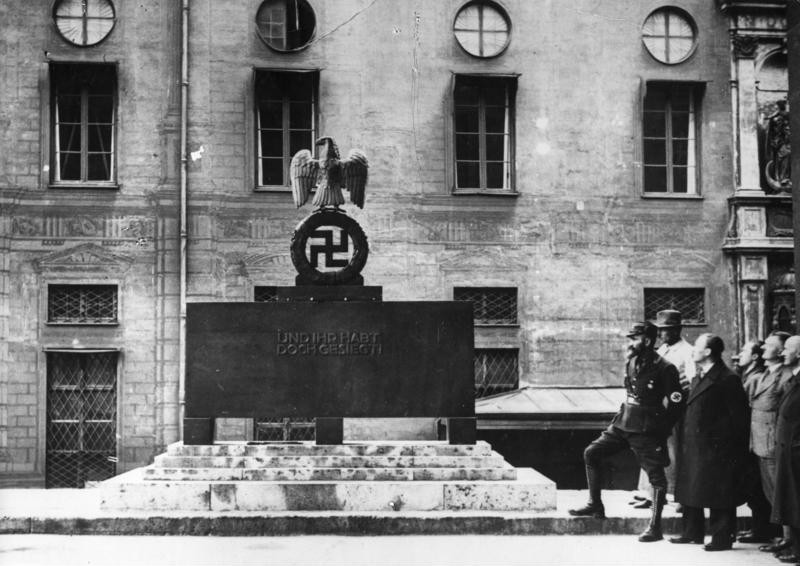
NS-Gedenkstelle für die „Blutzeugen“. Sie konnte über die Drückebergergasse umgangen werden.

Da der Nationalsozialismus sich selbst als „Bewegung“ verstand, wurden die im politischen Kampf Getöteten „Gefallene der Bewegung“ oder „Blutzeugen der Bewegung“ genannt. In dieser Wendung wurde der Begriff insbesondere auf jene 16 Männer bezogen, die während des Hitler-Ludendorff-Putsches am 9. November 1923 beim Zusammenstoß mit der Bayerischen Landespolizei getötet worden waren. Hitler widmete ihnen den ersten Band seines zweibändigen Buchs Mein Kampf, wo sie namentlich im Vorwort genannt wurden. Nach seiner Haftentlassung hatte er bereits in einem „Aufruf an die ehemaligen Angehörigen“ der NSDAP davon gesprochen, dass diese sechzehn Männer „durch ihren Märtyrertod zu Blutzeugen [des] politischen Glaubens und Wollens“ des Nationalsozialismus geworden seien. In seiner ersten großen Rede am Tag darauf, dem 27. Februar 1925, wurden die, „die am 9. November gefallen sind“, als Kronzeugen für seine Bemühungen, das völkische Lager zu einen, angerufen. Und in einer Rede am 2. März 1925 sprach Hitler davon, dass die nationalsozialistische Bewegung durch den Putsch „die Bluttaufe empfangen“ habe. Einen weiteren Impuls erhielt der so begründete Kult um die im Kampf getöteten Anhänger des Nationalsozialismus durch Hitlers Anordnung vom 4. November 1925, dass von den NS-Ortsgruppen künftig alljährlich am 9. November Gedenkfeiern abzuhalten seien, in die schließlich die Getöteten des Ersten Weltkrieges einbezogen wurden, womit suggeriert wurde, dass die Putschisten im Grunde für dieselbe Sache gestorben wären wie die im Weltkrieg Gefallenen: für das Vaterland.
Nach der Machtergreifung der Nationalsozialisten 1933 wurde an der Feldherrnhalle in München eine Tafel mit den Namen dieser Personen angebracht, die von einer Ehrenwache der SS geehrt wurde. Darunter war eine Plakette mit den Namen der vier getöteten Polizisten der Bayerischen Landespolizei angebracht. Jeder Passant, der an dieser Tafel vorbeikam, war verpflichtet, diese mit dem Hitlergruß zu ehren. 1935 wurden auf dem Königsplatz in München zwei „Ehrentempel“ als eine gemeinsame Grabanlage für diese Personengruppe errichtet. Die sechzehn Toten wurden von ihren bisherigen Gräbern auf den Königsplatz überführt und in bronzenen Sarkophagen erneut beigesetzt, wo sie bis 1945 in den nationalsozialistischen Kult einbezogen wurden.

## „Blutfahne“ und „Blutorden“
Bereits im Heiligen Römischen Reich wurde der Begriff Blutfahne verwendet. Die Nationalsozialisten griffen diesen für die 1923 beim gescheiterten Hitlerputsch mitgeführte Fahne wieder auf. Diese Hakenkreuzflagge bekam den Titel „Blutfahne“. Die ersten „Blutzeugen“ waren: Felix Allfarth, Andreas Bauriedl, Theodor Casella, Wilhelm Ehrlich, Martin Faust, Anton Hechenberger, Oskar Körner, Karl Laforce, Kurt Neubauer, Klaus von Pape, Theodor von der Pfordten, Johann Rickmers, Max Erwin von Scheubner-Richter, Lorenz Ritter von Stransky-Griffenfeld und Wilhelm Wolf sowie Karl Kuhn. 
Mit Kuhn wurde dabei auch ein Unbeteiligter vereinnahmt, der als Kellner am Odeonsplatz vor der Feldherrnhalle arbeitete, unvorsichtig vor die Tür getreten war und dort eine Schussverletzung erlitten hatte.
Der „Blutorden“ wurde zunächst an 1500 Personen verliehen. Im Laufe der folgenden Jahre kamen, wie nach dem Juliputsch, zahlreiche weitere Blutordensträger hinzu. Im weiteren Sinne galten Personen wie  Albert Leo Schlageter, Herbert Norkus, Horst Wessel oder Wilhelm Gustloff gleichfalls als „Blutzeugen der Bewegung“.

## Nach der NS-Zeit
Seit dem Ende der nationalsozialistischen Gewaltherrschaft bezeichnet man die besagten Personen als Putschisten. Sie gelten nur unter Angehörigen der rechtsextremen Szene als „Blutzeugen“. Deren Verherrlichung erfolgte unter anderem durch das 2009 im rechtsextremistischen Nordland-Verlag erschienene, aufwändig gestaltete Buch Blutzeugen von A. K. Busch. Verschiedene Neonazi-Gruppen benannten sich nach den Namen von „Blutzeugen“.